# Черете (Перуђа)
Черете је насеље у Италији у округу Перуђа, региону Умбрија.
Према процени из 2011. у насељу је живело 121 становника. Насеље се налази на надморској висини од 404 м.